# トゥーグラ県
トゥーグラ県（トゥーグラけん、アラビア語: ولاية تقرت、ラテン文字表記：Touggourt）は、アルジェリアの県（ウィラーヤ）のひとつ。県都はトゥーグラ。国土の東、サハラ砂漠に位置する。南北に細長い形をしており、人口は県中部を走る国道3号、16号沿いに集中している。面積は約9千8百平方キロメートル、人口は約25万人（2008年国勢調査）。
2015年5月27日、ワルグラ県北東部に設置されたトゥーグラ準県（Wilaya déléguée、県と郡の中間区分）を前身とする。2019年12月5日、単独の県に昇格した。

## 行政区画

ワルグラ県時代の郡の地図

4つの郡（ダイラ）と11つの自治体（バラディヤ / コミューン）を管轄する。表の番号は右の地図と対応している。
| 番号 | 郡           | アラビア語名  | 面積 （km2） | 人口 （2008年） | 自治体                                                              |
| ---- | ------------ | ------------- | ------------ | --------------- | ------------------------------------------------------------------- |
| 4    | メガリーヌ郡 | دائرة مقارين  | 967          | 21,823          | メガリーヌ、シディ・スリマーヌ                                      |
| 8    | タイベト郡   | دائرة الطيبات | 7,839        | 44,683          | ベナスール、ムナゲ、タイベト                                        |
| 9    | テマシーヌ郡 | دائرة تماسين  | 532          | 34,607          | バリダット・アムール、テマシーヌ                                    |
| 10   | トゥーグラ郡 | دائرة تقرت    | 440          | 146,108         | ネズラ、テベスベスト、 トゥーグラ、ザウィーラ・エル・アビーディーヤ |

## 交通
- 国道3号（フランス語版） - 南北に縦断する。トゥーグラを経由し、1B号と16号と接続する。
- 国道1B号 - トゥーグラを終点とし、西方面へ伸びる。沿線に集落は見られない。
- 国道16号（フランス語版） - トゥーグラを終点とし、県内では東方面へ進む。ただし最終的には北の地中海沿岸のアンナバへ至る。
- 国道48A号 - 県北部を東西に横断する。沿線に集落は見られない。